# ويليام غراهام (لاعب هوكي الحقل)
ويليام غراهام (بالإنجليزية: William Graham)‏ (و. 1886 – 1947 م) هو لاعب هوكي الحقل، وطبيب أيرلندي، ولد في دبلن، شارك في الألعاب الأولمبية الصيفية 1908، توفي في دبلن، عن عمر يناهز 61 عاماً.

## روابط خارجية
- ويليام غراهام على موقع أوليمبيديا (الإنجليزية)